# Union (album van Son Volt)
Union is het negende studioalbum van de Amerikaanse alternatieve country- en rockband Son Volt. Deze band is ontstaan uit de groep Uncle Tupelo.

## Achtergrond
Uncle Tupelo is in 1987 opgericht door Jay Farrar en Jeff Tweedy. De band had een belangrijke rol in de ontwikkeling van de alternatieve country muziek. Door muzikale meningsverschillen is de band opgeheven in 1994. Daarna vormde Farrar samen met de drummer Mike Heidorn de band Son Volt. Jeff Tweedy ging verder met de overige oud- bandleden onder de naam Wilco. Het eerste album van Son Volt (getiteld Trace) wordt in het algemeen beschouwd als hun beste album. Deze plaat werd opgevolgd door Straightaways (1997) en Wide Swing Tremolo (1998). Na een uitgebreide tournee besloot Farrar in 1999 om zich te richten op een solo carrière. In 2005 ging hij verder met de band in een gewijzigde samenstelling. Later vonden er nog enkele bezettingswijzigingen plaats.
Alle nummers van dit album zijn geschreven door Jay Farrar. In zijn teksten schrijft hij veel over maatschappelijke kwesties zoals het leven van de gewone man, inkomensongelijkheid, de huidige Amerikaanse regering en de immigratie. Om zijn betrokkenheid bij de sociale geschiedenis van zijn land te benadrukken, is de plaat deels opgenomen op plekken die te maken hebben met de vakbondsleider Mary Harris Jones en de zanger, liedschrijver Woody Guthrie. Farrar schrijft op de site van de band: There are so many forces driving our country apart, what can we do to bring our society back together?
De muziek op dit album bestaat hoofdzakelijk uit country, gemengd met folk en rock. De openingstrack While Rome burns is melodieus en gevoelig, evenals de ballad Reality Winner. De titeltrack Union is een akoestisch folk nummer dat oproept tot saamhorigheid. In de afsluitende ballad The Symbol wordt de immigratieproblematiek beschreven vanuit het perspectief van een immigrant.

## Tracklist
- While Rome Burns (2:14)
- The 99 (3:29)
- Devil May Care (2:58)
- Broadsides (3:37)
- Reality Winner (4:33)
- Union (3:39)
- The Reason (3:59)
- Lady Liberty (1:23)
- Holding Your Own (2:59)
- Truth to Power Blues (1:14)
- Rebel Girl (3:15)
- Slow Burn (2:10)
- The Symbol (3:36)

## Muzikanten
De band bestaat uit:
- Achtergrondzang, piano, orgel, slide gitaar, lap steel gitaar - Mark Spencer
- Bas, achtergrondzang – Andrew Duplantis
- Drums, Percussie – Mark Thomas Patterson
- Elektrische gitaar, bariton gitaar (elektrisch) – Chris Frame
- Producer, zang, akoestische gitaar, bariton gitaar (akoestisch) – Jay Farrar

## Productie
Het album is geproduceerd door Jay Farrar, samen met Jacob Detering. Het is gemixt door John Agnello, samen met Jacob Detering. Het is gemasterd door Brad Samo.
De albumhoes is ontworpen door David Schwartz en de fotografie is van David McClister.
De Amerikaanse site AllMusic waardeerde dit album met drie en een halve ster (het maximum is vijf). Dit album is verschenen op cd en lp. De discografie is te raadplegen op Discogs en AllMusic (zie bij bronnen en referenties).